# 광주북구일곡도서관
광주북구일곡도서관은 광주광역시 북구 소재의 도서관이다.

## 연혁
- 2000.6.19 일곡도서관 설치조례 공포
- 2000.7.18 일곡도서관 운영조례 공포
- 2000.9.1 준공
- 2000.9.16 개관(총사업비 51억원)